# Mucholapka podivná
Mucholapka podivná (Dionaea muscipula) je masožravá rostlina patřící do botanického rodu mucholapka (Dionaea), jehož je jediným druhem. Jako jediná suchozemská masožravá rostlina loví drobné živočichy prudkým pohybem pasti. Je to endemit Jižní Karolíny v USA.

## Historie a rozšíření
Mucholapku popsal ve svém dopisu Linnému botanik John Ellis roku 1769. Rostlině dal jméno „Dionaea“ (Dione – česky Diana – je jméno římské bohyně lovu). Dionaea roste pouze v malé oblasti severoamerického státu Jižní Karolína – v okruhu asi 120 km okolo města Charlestonu. Rostlina byla ve Spojených státech už v minulém století tak známá, že ji sbíral coby dárek i tehdejší prezident Spojených států Thomas Jefferson. Popularita a výjimečnost mucholapkám neprospěly a rostliny lze v přírodě nalézt jen velmi vzácně. Víc než zájem sběratelů však mucholapku potlačuje ničení jejich přirozených stanovišť – slatinišť, kde roste v porostech ostřic a vlhkomilných trav společně se špirlicemi, rosnatkami a tučnicemi.

## Vzhled
Nejvýraznějším rysem mucholapky je její lapací list. Lapací list se skládá z řapíku a svěrací čepele, která dosahuje až do rozměrů 3 cm. Čepel je půlená tak, že její dvě poloviny mezi sebou svírají úhel 40 až 50°. Její lem tvoří tuhé, špičaté výrůstky, které následně zabraňují kořisti v úniku. Podél okrajů se dále táhnou nektarové žlázy vábící hmyz. Střed lapacího listu je na rozdíl od zbytku zelené rostliny zabarvený do červena – v této oblasti se na povrchu vyskytují trávicí žlázy. Na obou polovinách lapacího listu se vyskytují 3, zhruba 2 mm dlouhé chlupy emergentního původu. Jejich podráždění je spouštěcí mechanismus k uzávěru pasti, fungující na principu změn elektrického potenciálu na povrchu pokožky listové čepele.
Listy mucholapky jsou uspořádány v přízemní části rostliny v růžicovitém tvaru a skládají se z rozšířeného řapíku, oválného tvaru, a lapací čepele. Poměr velikostí řapíku a lapací čepele se v průběhu roku výrazně mění. V zimě je výrazně vyvinutý oválný řapík, zatímco lapací čepele jsou malé, a naopak v létě, kdy je hojnost kořisti, jsou lapací čepele velké a řapík redukován na téměř normální nerozšířený řapík.
Podzemní část rostliny tvoří cibulovitý útvar, vznikající spojením zesílených spodků listů. Pomocí tohoto cibulovitého orgánu, je rostlina schopná přežívat období sucha a případně i požáry, které v oblastech jejího výskytu nastávají. Její kořeny sahají do hloubky zhruba 10 cm pod zem.
Květ mucholapky je pětičetný, bíle zbarvený. Květy dosahují velikosti okolo 1,5 cm a jsou seskupeny v hustém květenství na vysokém stvolu. Ke kvetení u mucholapky dochází koncem května až začátkem června.
Semena mucholapky jsou lesklá, černá hruškovitého tvaru.

## Způsob lovu
Loví drobný lezoucí a létavý hmyz, například mravence, pavouky, mouchy, ale třeba i vosy. V součtu je však její primární zdroj potravy lezoucí hmyz, paradoxně k jejímu jménu mouchy tvoří pouhé setiny z její kořisti. Kořist láká na sladký nektar, který produkuje na okrajích lapacího listu. Na vnitřních stranách obou polovin lapacího listu se nacházejí zpravidla tři na pohyb citlivé chlupy emergentního původu. K tomu, aby past zaklapla, je třeba v rozmezí několika sekund opakovaně podráždit alespoň dva z nich. Rostlina tak „pozná“, že se pravděpodobně jedná o hmyz a zbytečně se nevysiluje klapáním naprázdno při náhodném podráždění.
Vlastní pohyb pasti je na rostlinu velmi rychlý, sevře se plynulým pohybem asi za půl sekundy (za vhodných podmínek i rychleji). Uzavřením čepelí lapacího listu je následně znemožněn únik hmyzu.
Po prudkém sevření obou polovin lapacího listu jejich svíravý pohyb pomalu pokračuje dál a rostlina nejprve chemickými receptory zjišťuje, zda ulovila kořist. Pokud ano, okraje pasti hermeticky přilnou k sobě a dovnitř je napuštěna trávicí šťáva. Pokud ne, zbytečně sklaplý list „pozná“ svůj omyl (př. kapka vody, aj.) a do dvou dnů se znovu rozevře. Snaha hmyzu vyprostit se v kombinaci se stálým tlakem čelistí pasti zajistí, aby se kořist dostala do optimální polohy.
Z vnitřní strany lapacího listu se začnou uvolňovat trávicí enzymy (hydrolázy, peroxidáza, chitináza), které kořist za několik dní (cca 7–10) rozloží, takže z ní zbude jen tvrdý skelet (chitinová schránka hmyzu). Ten je však také částečně rozkládán, jelikož mucholapka má na rozdíl od většiny ostatních masožravých rostlin enzym chitinázu, který umožňuje chitinové schránky rozkládat. Následně se past opět rozevře a čeká na další hmyz. Sklapnout s kořistí past může asi dvakrát nebo třikrát, naprázdno asi šestkrát (max. desetkrát), poté odumírá.

## Pěstování rostliny

### Stanoviště
Celoročně vlhké, často (zejména z jara) zaplavovaná rašeliniště. Vyžaduje vlhký vzduch a plné slunce, teploty na přirozeném stanovišti jsou v létě podobné teplotám středoevropským, v zimě jsou o něco nižší, nejčastěji se pohybují mezi 5 až 10 °C, ale výjimkou nejsou ani slabší mrazíky (pokud listy zmrznou, vytvářejí se na jaře nové z přezimujících „cibulí“).
V domácích podmínkách je nutné dát rostlině co nejvíce světla, ať už umělého nebo slunečního. Obzvláště v zimě jeho deficitem mucholapky často trpí. Nejlépe se tento druh pěstuje celoročně v lehce vytápěném skleníku.